# لیلی فرهادپور
لیلی فرهادپور (زادهٔ اسفند ۱۳۴۰) بازیگر، نویسنده، روزنامه‌نگار و کنشگر ایرانی است. تحصیلات او در در زمینه علوم ارتباطات و روزنامه‌نگاری بوده‌است.

## زندگی
لیلی فرهادپور در سال ۱۳۴۰ در تهران زاده شد و تحصیلات خود را در زمینه روزنامه‌نگاری شروع کرد. او در کنار تحصیل به نویسندگی و ترجمه متون انگلیسی هم ادامه می‌داد. او بازیگری خود را در سال ۱۳۸۸ با فیلم لطفاً مزاحم نشوید شروع کرد. او در فیلم و سریال‌های بسیاری بازی کرده است. او با مسرور تنکابنی ازدواج کرد و صاحب فرزندی به نام بهرنگ شد. بهرنگ تنکابنی سردبیر نشریه فرهنگ و آهنگ است.
لیلی فرهادپور علاوه بر نویسندگی و بازیگری مدیر مسئول مؤسسه «آپ آرت مان» نیز هست. این مؤسسه یک مؤسسهٔ فرهنگی هنری است که مجوز آن به منیژه حکمت تعلق دارد و ریاست آن بر عهدهٔ پگاه آهنگرانی بازیگر جوان سینما و تلویزیون است.
به دنبال بازداشت‌های گسترده فعالان سیاسی و اجتماعی و روزنامه نگاران پس از عاشورا سال ۱۳۸۸، لیلی فرهادپور نیز در ۱ بهمن ۱۳۸۸ دستگیر شد. ۱۵ روز پیشتر نیز پسرش بهرنگ تنکابنی دستگیر شده بود. او که جهت ارائهٔ پاره‌ای توضیحات به دادگاه انقلاب احضار شده بود، در همان‌جا دستگیر شد. جرم او به‌طور مشخص بیان نشد، اما دادستان تهران در توضیح دستگیری چند نفر دیگر که همزمان با لیلی فرهادپور دستگیر شده بودند، دلیل دستگیری را ارتباط گرفتن با کمیته گزارشگران حقوق بشر عنوان نمود. در ابتدا برای او قرار وثیقه ۵۰ میلیون تومانی صادر شد. ولی بر اساس گزارش‌ها نهایتاً در ۲۲ اسفند ۱۳۸۸ با سپردن قرار وثیقه ۹۰ میلیون تومانی، از زندان اوین آزاد شد.
فرهادپور در سال ۲۰۲۴ در فیلم کیک محبوب من ایفای نقش کرد. در گزارشی از رادیو فردا عنوان شد که او در این فیلم بدون حجاب اجباری به ایفای نقش پرداخته است. اما کارگردانان فیلم اعلام کردند که برای فرهادپور از کلاه‌گیس استفاده شده است.

## آثار

### فیلم‌ها
| سال عرضه | عنوان                | نویسنده                             | کارگردان                                                              | تهیه کننده                      |
| -------- | -------------------- | ----------------------------------- | --------------------------------------------------------------------- | ------------------------------- |
| ۱۳۸۸     | لطفاً مزاحم نشوید     | محسن عبدالوهاب                      | محسن عبدالوهاب                                                        | محمد احمدی                      |
| ۱۳۹۰     | بوسیدن روی ماه       | همایون اسعدیان                      | همایون اسعدیان                                                        | منوچهر محمدی                    |
| ۱۳۹۲     | طبقه هساث            | پیمان قاسم‌خانی                      | کمال تبریزی                                                           | جواد نوروزبیگی                  |
| ۱۳۹۲     | فرشته‌ها با هم می‌آیند | حامد محمدی                          | حامد محمدی                                                            | منوچهر محمدی                    |
| ۱۳۹۳     | دوران عاشقی          | رؤیا محقق                           | علیرضا رئیسیان                                                        | علیرضا رئیسیان                  |
| ۱۳۹۴     | خماری                | فرهاد توحیدی                        | داریوش غذبانی                                                         | منیژه حکمت                      |
| ۱۳۹۵     | مرداد                | بهمن کامیار                         | بهمن کامیار                                                           | محمود فلاح                      |
| ۱۳۹۵     | پشت دیوار سکوت       | سحر جعفری جوزانی مسعود جعفری جوزانی | مسعود جعفری جوزانی                                                    | فتح‌الله جعفری جوزانی محمد خزاعی |
| ۱۳۹۵     | تابستان داغ          | پیام کرمی                           | ابراهیم ایرج‌زاد                                                       | جواد نوروزبیگی                  |
| ۱۳۹۶     | روزهای نارنجی        | آرش لاهوتی جمیله دارالشفایی         | آرش لاهوتی                                                            | علیرضا قاسم‌خان                  |
| ۱۳۹۶     | هایلایت              | اصغر نعیمی                          | اصغر نعیمی                                                            | ساسان سالور                     |
| ۱۳۹۷     | جمشیدیه              | یلدا جبلی                           | یلدا جبلی                                                             | محمدصادق آذین                   |
| ۱۳۹۷     | ناگهان درخت          | صفی یزدانیان                        | صفی یزدانیان                                                          | پیمان معادی                     |
| ۱۳۹۸     | قصیده گاو سفید       | بهتاش صناعی‌ها مریم مقدم             | بهتاش صناعی‌ها مریم مقدم                                               | غلامرضا موسوی                   |
| ۱۴۰۰     | ملاقات خصوصی         | امید شمس بهمن ارک علی سرآهنگ        | امید شمس                                                              | امیر بنان                       |
| ۱۴۰۲     | کیک محبوب من         | مریم مقدم بهتاش صناعی‌ها             | اتین د ریکاد پیتر کروپن غلامرضا موسوی بهتاش صناعی‌ها کریستوفر زیتربارت | مریم مقدم بهتاش صناعی‌ها         |

### مجموعه تلویزیونی
- وقت صبح (۱۳۹۸)
- بیگانه‌ای با من است (فصل یکم و دوم) (۱۳۹۸)
- زن زندگی مرد زندگی (۱۴۰۰)
- همبازی (۱۴۰۰)

ماه و پلنگ

### مجموعه نمایش خانگی
- آکتور (مجموعه نمایش خانگی) (۱۴۰۱)

### کتاب‌ها
- خط چهار مترو، نشر ثالث، ۱۳۹۳ (این کتاب چهار سال در انتظار مجوز بود).[۱۰]
- به دنبال کاغذ اخبار، انتشارات ققنوس، ۱۳۹۰.[۱۱]